# Charles Nodier
Jean Charles Emmanuel Nodier (Besançon, 29 aprile 1780 – Parigi, 27 gennaio 1844) è stato uno scrittore ed entomologo francese, cui si attribuisce una grande importanza per la nascita del movimento romantico.

## Biografia
Studia sotto la direzione di Euloge Schneider, il governatore giacobino dell'Alsazia e si interessa di storia naturale. Nel 1791, in seguito alla nomina del padre a Presidente del Tribunale Criminale dipartimentale, all'età di soli undici anni, pronuncia un discorso patriottico alla "Société des Amis de la Constitution" della sua città natale. Questa prima uscita pubblica al servizio della rivoluzione non gli impedirà di mantenere, nel corso della vita, sentimenti realisti, professati apertamente, che gli creeranno qualche problema sotto l'impero.
A partire dal 1796, è studente alla scuola centrale di Besançon, dove partecipa alla creazione di una società segreta denominata i "Filadelfi". È nominato bibliotecario aggiunto della scuola centrale di Doubs nel 1798. Un articolo critico nei riguardi dei giacobini gli fa perdere il posto nel 1800.
Nel 1802 pubblica il romanzo Stella ou les proscrits e comincia a viaggiare spesso a Parigi. Nel 1803 viene imprigionato a causa del pamphlet in versi La Napoléone, critico verso Bonaparte. Dopo la sua liberazione, cioè l'anno seguente, fa ritorno a Besançon. Nel 1808 tiene un corso di letteratura a Dole e lo stesso anno sposa Désirée Charve. La sua carriera letteraria intanto prosegue con la pubblicazione di un Dizionario delle onomatopee francesi. Nel 1809 è assistente letterario di sir Herbert Croft e Lady Mary Hamilton che vivono ad Amiens.
Nel 1813 si trova a Laybach (Lubiana), capitale delle province dalmate dell'impero francese, in qualità di bibliotecario municipale, segretario di Joseph Fouché, nonché redattore del Télégraphe officiel, giornale ufficiale delle province dell'Illiria. Ai giorni nostri, l'istituto culturale francese di Lubiana porta il suo nome.

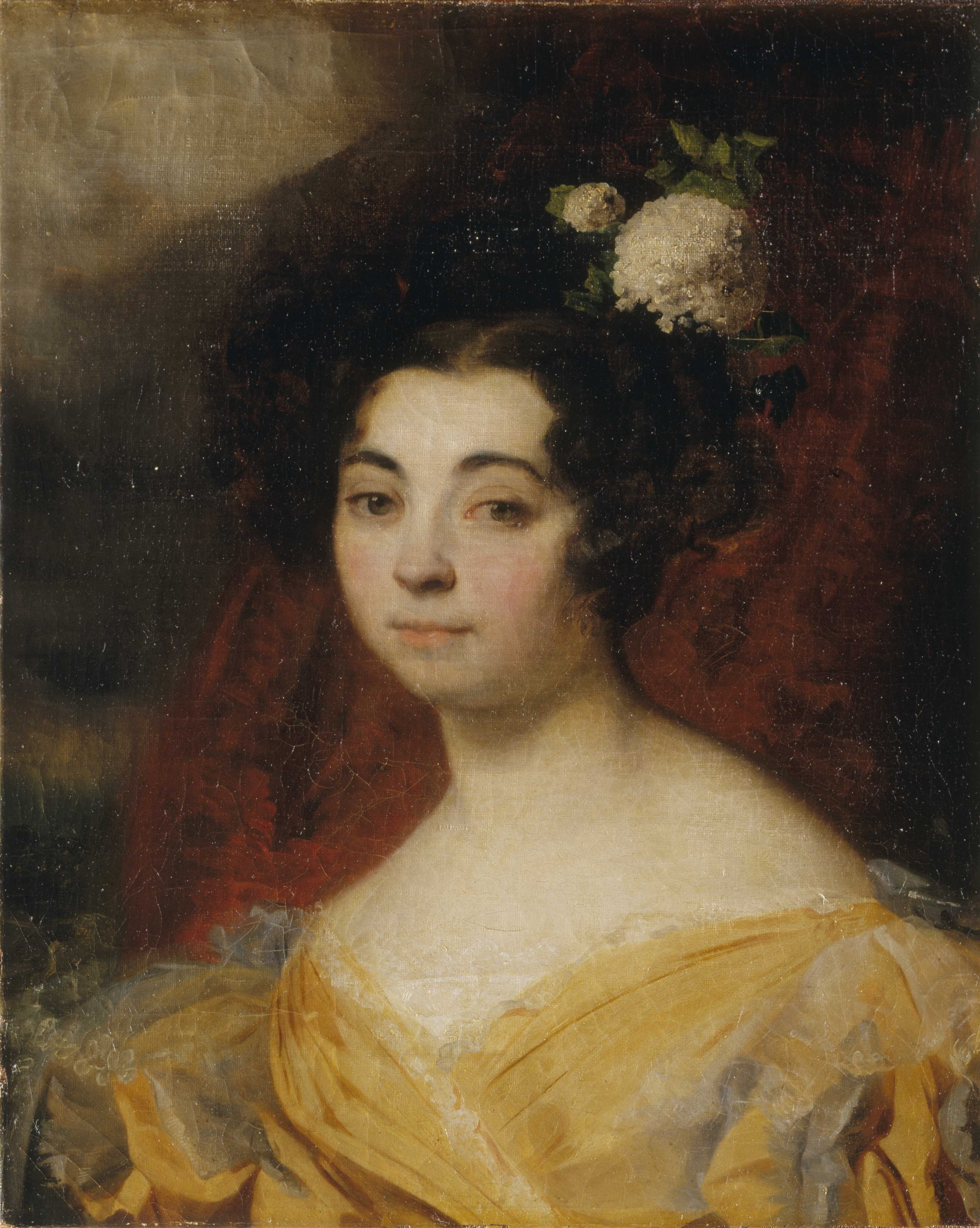
Marie Nodier, figlia di Charles - ritratto di Jean Gigoux, Museo di Belle Arti di Besançon. Fu a lei che Félix Arvers dedicò il suo famoso sonetto.

È di ritorno a Parigi nel 1814 con la moglie e la figlia Marie dove diventa redattore del Journal des débats. Il 1818 vede la pubblicazione di Jean Sbogar, storia di un misterioso bandito dell'Illiria. Nel 1819 si riavvicina a posizioni legittimiste e partecipa al giornale "Le drapeau Blanc". Nel 1821 pubblica Smarra ou les Démons de la nuit e intraprende un viaggio in Scozia le cui impressioni confluiscono in Promenade de Dieppe aux montagnes d'Écosse. Partecipa al giornale "La Quotidienne", sul quale presenta ai lettori le opere di Walter Scott, Rabelais, Clément Marot, ma anche di Lamartine, Byron e Victor Hugo. Nel 1822 viene insignito della Legione d'Onore da Luigi XVIII. Pubblica Trilby ou le lutin d'Argail, un racconto fantastico ambientato in Scozia a cui si ispirerà Adolphe Nourrit per il libretto del balletto La Sylphide.
Nel 1824 è nominato bibliotecario della Biblioteca dell'Arsenale, la biblioteca del conte d'Artois, futuro Carlo X di Francia. Tale occupazione gli permette di tenere un salotto letterario, il "Cenacolo", dove promuovere il nascente Romanticismo. Alexandre Dumas descrive nelle sue memorie il salotto di Nodier a cui prendono parte tutti i futuri grandi nomi della letteratura romantica francese. Prosegue intanto la sua attività letteraria e comincia a scrivere sulla "Revue de Paris" nel 1829. Nel 1830 pubblica l'Histoire du roi de Bohême et de ses sept châteaux, De quelques phénomènes du sommeil e il saggio Il fantastico in letteratura. Il 1832 vede la pubblicazione de La Fée aux miettes, Jean-François les Bas-bleus e i primi dei 14 volumi delle Opere complete. Nel 1833 viene eletto al seggio 25 dell'Académie française che fu di Jean-Louis Laya. L'anno seguente fonda il Bulletin du Bibliophile.
Verso la fine della sua vita conduce un'esistenza lontana dai tumulti, rispettato nei salotti intellettuali francesi e apprezzato dagli ambienti politici. Il suo ufficio di bibliotecario dell'Arsenal gli dà accesso a diversi rari volumi e il tempo di consacrarsi allo studio dei suoi molteplici interessi. Muore a Parigi il 27 gennaio 1844 a sessantatré anni. Victor Hugo, Alfred de Musset e Sainte-Beuve riconobbero la sua influenza sullo sviluppo del romanticismo francese.

## Opere
Charles Nodier fu uno degli autori più prolifici in lingua francese. La lista seguente non comprende che una piccola parte delle sue pubblicazioni:
- Dissertation sur l'usage des antennes dans les insectes (1798)
- Pensées de Shakespeare extraites de ses ouvrages (1800)
- Bibliographie entomologique (1801)
- La Napoléone (1802), pamphlet
- Stella ou les proscrits (1802), romanzo
- Le peintre de Salzbourg, journal des émotions d'un cœur souffrant (1803), romanzo
- Prophétie contre Albion (1804)
- Essais d'un jeune barde (1804), raccolta di poesie
- Les Tristes, ou mélanges tirés des tablettes d'un suicidé (1806)
- Dictionnaire des onomatopées françaises (1808)
- Apothéoses et imprécations de Pythagore (1808)
- Archéologie ou système universel des langues (1810)
- Questions de littérature légale (1812)
- Histoire des sociétés secrètes de l'armée (1815)
- Napoléon et ses constitutions (1815)
- Le vingt et un janvier (1816)
- Jean Sbogar (1818)
- Thérèse Aubert (1819), romanzo
- Le Vampire (1820), melodramma
- Mélanges de littérature et de critique (1820), 2 volumi
- Adèle (1820), romanzo
- Voyages pittoresques et romantiques dans l'ancienne France (1820)
- Romans, nouvelles et mélanges (1820), 4 volumi
- Smarra, ou les démons de la nuit (1821), racconto fantastico
- Promenade de Dieppe aux montagnes d'Écosse (1821)
- Le Délateur (1821), dramma
- Bertram, ou le château de Saint-Aldobrand (1821), tragedia
- Trilby ou le Lutin d'Argail (1822), racconto fantastico
- Essai sur le gaz hydrogène et les divers modes d'éclairage artificiel (1823)
- Dictionnaire universel de la Langue française (1823)
- Bibliothèque sacrée grecque-latine de Moïse à saint Thomas d'Aquin (1826)
- Poésies diverses (1827 e 1829)
- Faust (1828), dramma
- Mélanges tirés d'une petite bibliothèque (1829)
- Histoire du roi de Bohême et de ses sept châteaux (1830)
- De quelques phénomènes du sommeil (1830)
- Souvenirs, épisodes et portraits pour servir à l'histoire de la Révolution et de l'Empire (1831), 2 volumes
- La Fée aux miettes (1832), racconto fantastico
- Mademoiselle de Marsan (1832), racconto fantastico
- Jean-François les Bas-bleus (1832)
- Rêveries littéraires, morales et fantastiques (1832)
- Souvenirs de la jeunesse (1832)
- Le dernier banquet des Girondins (1833)
- Trésors des fèves et fleurs des pois (1833)
- Notions élémentaires de linguistique (1834)
- M. Cazotte (1834)
- La Péninsule, tableau pittoresque (1835), racconti in prosa e in versi
- La Saône et ses bords (1835-1836)
- La Seine et ses bords (1836-1837)
- Paris historique (1837-1840), 3 volumi
- Inès de Las Sierras (1837), tradotto in italiano con lo stesso titolo
- Les quatre talismans et la légende de Sœur Béatrix (1838)
- La neuvaine de la chandeleur et de Lydie (1839), tradotto in italiano con il titolo La novena della Candelora
- Souvenirs et portraits de la Révolution (1840)
- Description raisonnée d'une jolie collection de livres (1842)
- Journal de l'expédition des Portes de Fer (1844)
- Franciscus Columna (1844)

## Opere tradotte in lingua italiana
- Giovanni Sbogar, trad. di Gerolamo Lazzeri, Lanciano, G. Carabba, 1917
- Racconti fantastici ; con un discorso intorno al fantastico in letteratura, Milano, Sonzogno, 1923
- Serafina; Lucrezia e Giannetta; La novena della Candelora: ricordi di gioventù, Milano, Sonzogno, 1928
- La Torre maledetta. Romanzo storico, trad. di Mario Frattini, Torino, Taurinia di G. Giribone, 1937
- Tesor di fave e fior di pisello, trad. di Luigi Fiorentino, Firenze, Marzocco, I° ed. 1949; Vicenza, Paoline, 1972
- La fata delle briciole, trad. di Piera Zagni, Modena: Edizioni Paoline, I° ed. 1959
- I demoni della notte, traduzione di Tony Cavalca, Milano, Sugar 1968; Milano, Garzanti, 1976
- La fata delle briciole, trad. G. Guadalupi, E. Zelioli, Parma, F. Ricci, 1973
- Racconti fantastici, trad. di Elio De Domenico, Salerno, Ripostes, 1984
- Madamigella di Marsan, trad. di Anna Zanetello, Pordenone, Studio Tesi, 1987
- Infernaliana : aneddoti, brevi romanzi, novelle e racconti di fantasmi, spettri, demoni e vampiri, a cura di Elisabetta Cocanari, Roma-Napoli, Theoria, 1985.
- Trilby il folletto di Argail, trad. di Elena Grillo, Roma: Lucarini, 1988.
- Il fantastico in letteratura, trad. di Giuseppe Grasso, Chieti, Solfanelli, 1989
- L'amante immortale, trad. di Piera Simoneschi, Salerno, Ripostes, 1991
- Inés de Las Sierras, trad. di Tommaso Landolfi, Milano, Adelphi, 1993 (la traduzione apparve in venti puntate sul "Nuovo Corriere" nel 1951)
- Proprio io : l'ultimo capitolo del mio romanzo, a cura di Brigitte Battel, Chieti, Solfanelli, 1993
- Il bibliomane, trad. di Fernando Tempesti, G.P.L., 1994
- Jean Sbogar, trad. di Adriana Gerdina, Trieste, Alabarda, 1996
- Smarra : i demoni della notte, trad. di Paolo Fontana,  Latina, L'Argonauta, 1996
- Trilby, trad. di Paolo Fontana,  Latina, L'Argonauta, 1997
- Il bibliomane, trad. di Emilia Reho, Novoli, Bibliotheca Minima, 2001
- Piranesi : racconti psicologici sulla monomania riflessiva, a cura di Luca Quattrocchi, Milano, Pagine d'arte, 2001
- Il vampiro, a cura di Marie-Emmeline Vanel, Firenze, Barbès, 2009
- Crimini letterari, trad. di Andrea L. Carbone, Palermo, Duepunti, 2010
- Lord Ruthwen : il vampiro, a cura di Fabio Giovannini, Viterbo, Stampa Alternativa/Nuovi Equilibri, 2010
- La monaca insanguinata, a cura di Riccardo Reim, Roma, Coniglio, 2010
- Il bibliomane; L'amante dei libri, a cura di Pino di Branco, Milano, La vita felice, 2013
- Bibliografia dei folli, a cura di Jacopo Narros, Macerata, Quodlibet, 2015.
- Franciscus Columna, trad. di Giovanni Fazzini, Macerata, Biblohaus, 2015
- Il bibliomane : l'amante dei libri, trad. di Loretta Santini, Roma, Elliot, 2018